# Jörg Reber
Jörg Reber (* 6. Mai 1974 in Grosshöchstetten) ist ein ehemaliger Schweizer Eishockeyspieler, der zuletzt für die SCL Tigers in der National League A als Verteidiger spielte. Von April 2014 bis 2018 war Reber Sportchef bei den SCL Tigers.

## Karriere

### Spieler
Jörg Reber begann seine Karriere als Eishockeyspieler beim SC Bern, für den er von 1991 bis 1995 in der Nationalliga A aktiv war und in der Saison 1991/92 Schweizer Meister wurde. Zur Saison 1995/96 wechselte der Verteidiger zum HC La Chaux-de-Fonds aus der Nationalliga B, mit dem er auf Anhieb als Zweitliga-Meister den Aufstieg in die NLA schaffte. Von 1997 bis 2001 stand der Linksschütze für die Rapperswil-Jona Lakers in der NLA auf dem Eis. Anschliessend erhielt er einen Vertrag beim EHC Biel. Mit seiner Mannschaft wurde er 2004, 2006, 2007 und 2008 gleich vier Mal in fünf Jahren Meister der NLB und stieg mit dem Team in der Saison 2007/08 in die NLA auf. In der Aufstiegssaison gab Reber zudem zwei Vorlagen für den NLA-Club Kloten Flyers. 2009 wechselte er zu den SCL Tigers. Nachdem die Langnauer in der Saison 2012/13 in der Liga-Qualifikation dem NLB-Meister Lausanne HC unterlagen und in die zweithöchste Spielklasse abstiegen, beendete Reber seine Laufbahn als aktiver Spieler.

### International
Für die Schweiz nahm Reber an der U20-Junioren-Weltmeisterschaft 1994 teil, bei der er mit seiner Mannschaft den achten und letzten Platz belegte, woraufhin sie in die Division I abstieg. Am 14. Dezember 2010 debütierte Jörg Reber in der A-Nationalmannschaft im Testspiel gegen Frankreich (2:1-Sieg) in Grenoble. Mit seinen 36 Jahren ist er damit der zweitälteste nominierte CH-Nationalspieler nach Paul-André Cadieux, welcher 1990 mit 42 Jahren das erste Mal für die Nationalmannschaft aufgelaufen ist.

### Trainer und Funktionär
Nach dem Ende seiner Spielerlaufbahn arbeitete er im Nachwuchsbereich der SCL Tigers als Trainer, im April 2014 übernahm Reber bei den SCL Tigers das Amt des Sportchefs. Im Frühjahr 2018 gab er seinen Rückzug von diesem Amt zum Ende der Saison 2017/18 bekannt.

## Erfolge und Auszeichnungen
| - 1992 Schweizer Meister mit dem SC Bern - 1996 Meister der NLB und Aufstieg in die NLA mit dem HC La Chaux-de-Fonds - 2004 Meister der NLB mit dem EHC Biel | - 2006 Meister der NLB mit dem EHC Biel - 2007 Meister der NLB mit dem EHC Biel - 2008 Meister der NLB und Aufstieg in die NLA mit dem EHC Biel |

## Karrierestatistik
1 Playouts

### International
Vertrat die Schweiz bei:
- U18-Junioren-Europameisterschaft 1992
- U20-Junioren-Weltmeisterschaft 1994

(Legende zur Spielerstatistik: Sp oder GP = absolvierte Spiele; T oder G = erzielte Tore; V oder A = erzielte Assists; Pkt oder Pts = erzielte Scorerpunkte; SM oder PIM = erhaltene Strafminuten; +/− = Plus/Minus-Bilanz; PP = erzielte Überzahltore; SH = erzielte Unterzahltore; GW = erzielte Siegtore; 1 Play-downs/Relegation; Kursiv: Statistik nicht vollständig)